# Tigranakert
Tigranakert (řecky: Τιγρανόκερτα, arménsky: Տիգրանակերտ), též Tigranokerta, Martyropolis, Cholimma nebo Chlomaron bylo hlavní město starověkého Arménského království vystavěné mezi lety 77 až 69 př. n. l. nejmocnějším panovníkem arménských dějin Tigranem Velikým, po němž bylo také pojmenováno. O přesné lokalizaci města se vedou diskuse, jeho zničení bylo totiž absolutní a nezachovaly se ani ruiny. Nejobvyklejšími tipy odborníků, kde mohlo ležet, je Silvan v dnešním Turecku, Diyarbakır v Turecku, údolí řeky Garzan v Turecku, nebo region Arzanene v dnešní Arménii. Jméno Tigranakert nesly ve starověké Arménii ještě tři další města.
Je známo, že Tigranés vyhnal mnoho lidí z jejich domovů, zejména z Kappadokie, aby zalidnil toto město. Mělo jít až o 300 tisíc lidí z dvanácti zrušených měst. Tigranakert díky tomu rychle zmohutněl a stal se důležitým obchodním i kulturním centrem Blízkého východu. Město bylo vystavěno v helénském stylu, Tigranés byl hlavním představitelem helenizace Kavkazu ve starověku. Řecký jazyk byl oficiálním jazykem dvora i celého města. Ve velkolepém divadle, které bylo ve městě vystavěno, hráli často i herci pozvaní z Řecka. Hradby města měly být 22-26 metrů vysoké.
Katastrofu městu přivodil Tigranův konflikt s Římem. Římská armáda pod vedením Luciuse Licinia Luculla porazila Tigrana v bitvě u Tigranakertu v roce 69 př. n. l. a poté vyplenila město a mnoho lidí z něj vyhnala. Ti většinou zamířili zpět do svých původních domovů. Po plenění, které zahrnovalo zničení soch a chrámů, bylo město navíc ještě zapáleno. Do Říma bylo odvezeno velké množství zlata a stříbra jako válečná kořist. Město se z této pohromy již nikdy nevzpamatovalo. Během pozdního starověku patrně ještě existovalo, bylo tehdy běžně označováno jako Chlomaron, což bylo buď jeho nové nebo místní jméno, nebo šlo o název významnější osady poblíž. Během osmanského období Arméni označovali město Diyarbekir, odtud spojování se podobně pojmenovaným městem v dnešním Turecku.